# Ministère de la Défense nationale (république de Chine)
Pour les articles homonymes, voir Ministère de la Défense nationale.
Ne doit pas être confondu avec Ministère de la Défense nationale (Chine).

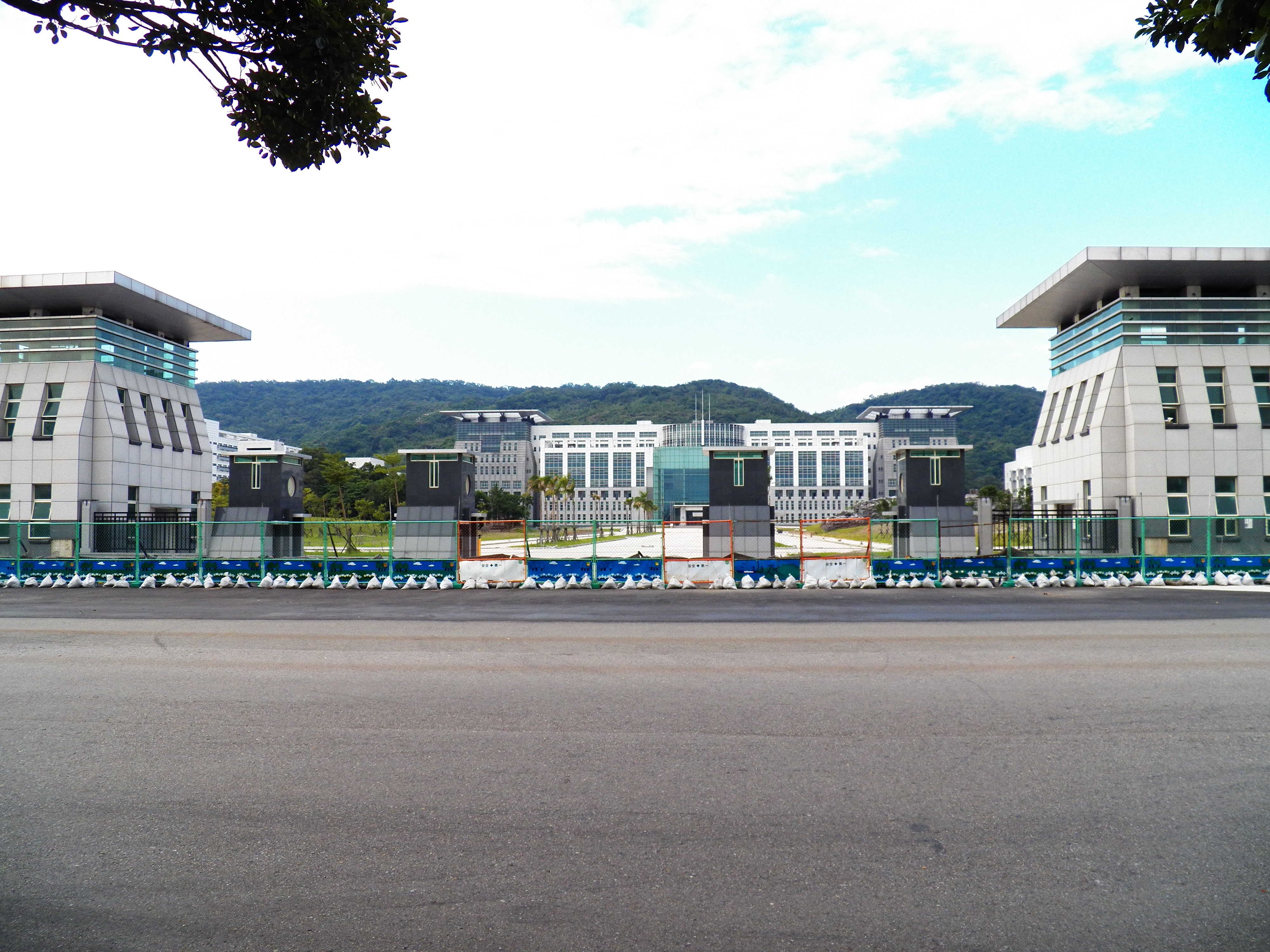
Ministère de la Défense nationale

Le ministère de la Défense nationale (officiellement en anglais : Ministry of National Defense (MND), en chinois traditionnel : 國防部 ; pinyin : Guófáng bù) est un des ministères de la branche exécutive du gouvernement de la république de Chine (en) responsable de toutes les activités de sécurité nationale.

## Histoire
Le poste de ministre de la Défense nationale a été appelé ministre de la Guerre jusqu'en 1946. Il est créé en 1912 lors de la fondation de la république de Chine.
En août 2011, le Wall Street Journal rapporte qu'une importante infiltration de la république populaire de Chine dans ce ministère a conduit les États-Unis à reconsidérer la vente d'armes à Taïwan. En mars 2013, le ministère annonce vouloir changer sa tactique plutôt que d'augmenter son propre budget pour contrer la menace croissante de la Chine.